# Ген-13
Ген-13 (англ. Gen¹³) — вымышленная команда супергероев из серии комиксов «Gen¹³» компании Wildstorm, созданных Джимом Ли, Брэндоном Чои и Скоттом Кэмпбеллом. В России журнал выпускался издательским домом «Ровесник». Существует также одноимённый мультфильм «Ген 13», сделанный в 1998 году.

## Возникновение
Спецслужбы США разработали программу, позволяющую с помощью специальных тренировок открыть в человеке суперспособности, активировав скрытый геном. Проект получил название «Генезис», а участники эксперимента — «Ген-12». Первыми подопытными стали члены Команды 7 (из комикса «Team 7»), из которых практически никто не выжил: одни сошли с ума в процессе ген-активации, другие умерли при попытке совершить побег, когда захотели оставить работу на правительство и вернуться к нормальной жизни. Для нового эксперимента отобраны дети бывших «Ген-12»: Кэтлин Фэрчайлд, Бобби Лэйн, Рокси, Сара Рэйнмейкер и «Грандж», ныне являющиеся командой «Ген-13». Подростков собирают на секретную военную базу, где подвергают ген-активации.

## Состав
- Кэтлин Фэрчайлд (англ. fairchild — «справедливое дитя»): Кэтлин была обыкновенной 20-летней девушкой, книжным червём в огромных очках. Она была уверена, что отправилась на летнюю стажировку, чтобы подработать денег на учёбу в университете, а попала в проект «Ген-13». В результате активирования генной системы, девушка стала выше ростом, и её мышечная масса многократно возросла. Таким образом, Кэтлин получила огромную силу, выносливость и способность передвигаться с необыкновенной скоростью. Кэтлин — самый высокий и интеллектуально развитый человек в команде, поэтому обычно берет на себя функции лидера. Любит слушать музыку, особенно группы Massive Attack, Elastica и Beastie Boys. Дочь Алекса Фэрчайлда из Команды 7.
- Бобби Лэйн или «Бернаут» (англ. burnout — «поджигатель»): 19-летний сын Джона Линча. Бернаут повелевает огнём, то есть потоками плазмы, взрывающимися при взаимодействии с кислородом. Позднее он учится телепатии, а также летать на воздушной термоподушке. Бернаут — наиболее скрытный из всех персонажей, постоянно хмурит брови и практически никогда не улыбается. Он неравнодушен к Саре Рэйнмейкер. В начале комиксов у Бобби рыжие волосы, но со временем его начинают изображать блондином.
- Роксана Сполдинг или «Фрифолл» (англ. free fall — «свободное падение»): Рокси управляет силой земного притяжения вокруг себя и других объектов. Она способна двигаться по воздуху, аннулируя действие гравитации, перемещать в пространстве объекты любой тяжести. Рокси тайно и безответно влюблена в Гранджа, которого ревнует к Кэтлин из-за её потрясающей физической формы. Позднее выясняется, что Рокси и Кэтлин — сводные сестры, обе дочери Алекса Фэрчайлда из Команды 7. Рокси всего 16 лет, но она не выпускает сигарету изо рта. Для подростка, чьей жизни регулярно угрожает опасность, держится на удивление бодро и непринуждённо. Добродушна, любит веселиться, делать покупки, ходит на дискотеки. Носит чёрную кожаную куртку, а также различные готические аксессуары.
- Сара Рэйнмейкер (англ. rainmaker — «насылающая дождь»): Сара родом из индейского племени апачей. Ненамного старше Кэтлин. Она управляет погодой в местных масштабах, например, может призвать песчаную бурю, небольшие цунами, бить электрическим током и летает, поднимаясь на воздушных потоках. Сара бисексуальна, в чём однажды признаётся Рокси; очень раскована, например, спокойно купается обнажённой в присутствии товарищей. Активистка, часто поучающая друзей на темы политкорректности. При этом достаточна умна и рассудительна, когда дело касается безопасности команды. В бою отличается изобретательностью и безжалостностью к врагам; ради победы над ними, порой, готова на самые отчаянные поступки. Сара — дочь Стивена Каллахана из Команды 7, также являющегося отцом Мэтью (Трэшхолда) и Николь (Блисс), после гибели родителей вынужденных стать приспешниками Айваны — руководителя проекта «Генезис».
- Персиваль Эдмунд Чанг или «Грандж» (англ. grunge — «грязь» или «мусор»): 18-летний коренастый качок-метис, рост 160 см. Долго не проявляет никаких сверхспособностей. Выясняется, что Грандж меняет молекулярную структуру собственного тела, подстраиваясь под любой материал, которого коснётся. Он обожает поспать, поесть, поиграть в видеоигры и терпеть не может стирку и уборку, поэтому чрезвычайно редко меняет нижнее бельё (отсюда и пошло его прозвище). Обладает коричневым поясом в пяти видах боевых искусств и фотографической памятью, поэтому во время обучения в колледже попадает в тот же класс, что и Кэтлин. Смотрит фильмы с Брюсом Ли и Джеки Чаном. Его отцом в Команде 7 был Филипп Чанг.
- Джон Линч (англ. John Lynch): наставник команды и отец Бобби Бернаута. Джон Линч — бывший лидер Команды 7, поэтому был лично знаком с родителями членов «Ген-13». Имеет характерный шрам на лице и кибернетический глаз (свой он вырвал из-за невыносимой боли, сопровождавшей активацию его генома. Высококвалифицированный солдат, в схватках наиболее часто использует парные пистолеты. Очень осторожен и предусмотрителен, благодаря чему имеет свободный доступ к высоким технологиям после ухода из проекта «Генезис». Обладает способностями к телепатии и телекинезу, которыми предпочитает не пользоваться, так как эти силы нестабильны и опасны для него самого. Кроме «Gen¹³», появляется в комиксах «Team 7», «Sleeper» и «Wildcats». В мультфильме Ген-13 произошло изменение сюжета и Джон Линч оказался отцом Кэтлин (Бобби Лейна убрали из сюжета)